# Sparganothis boweri
Sparganothis boweri es una especie de polilla del género Sparganothis, categorizada en la tribu Sparganothini, de la subfamilia Tortricinae.
Fue descrita por Powell & Brown en 2012 y publicada en The Moths of North America 8.1: 72.

## Distribución
Se distribuye por América del Norte: Estados Unidos, en el estado de Wisconsin, en Katherine Lake.